# Koruna českých Sudet

Sněžka (1603 m)

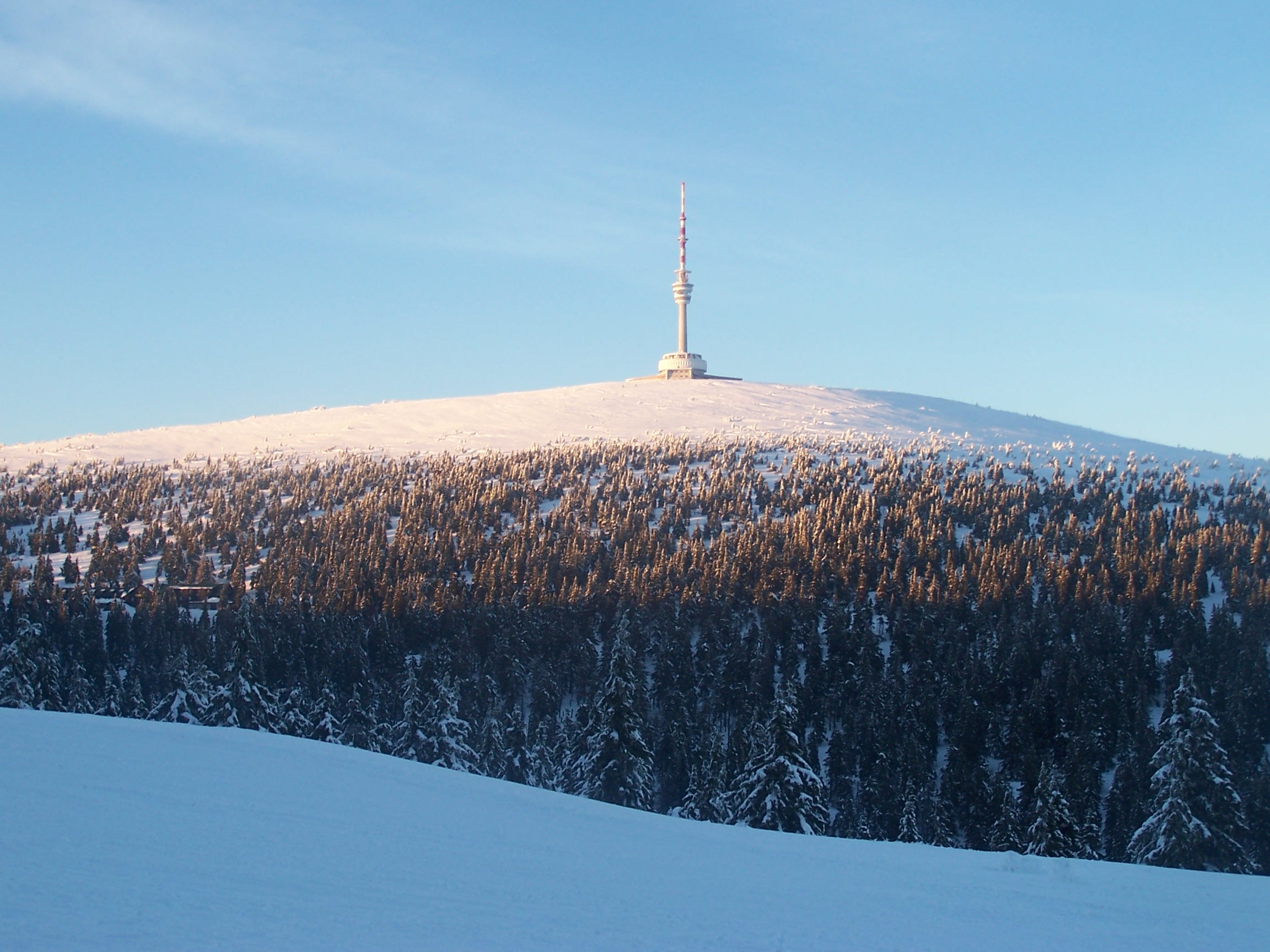
Praděd (1491 m)

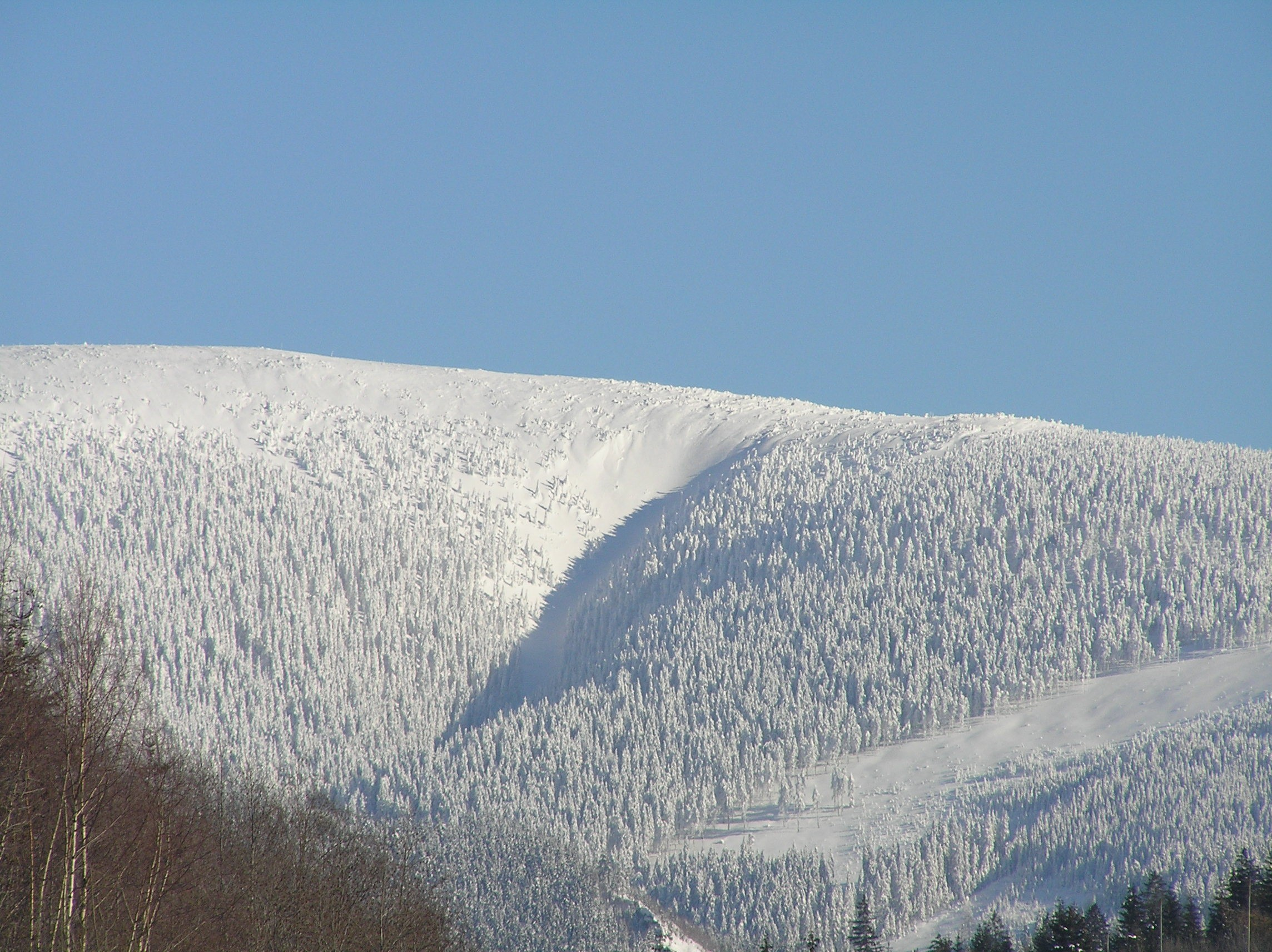
Králický Sněžník (1423 m)

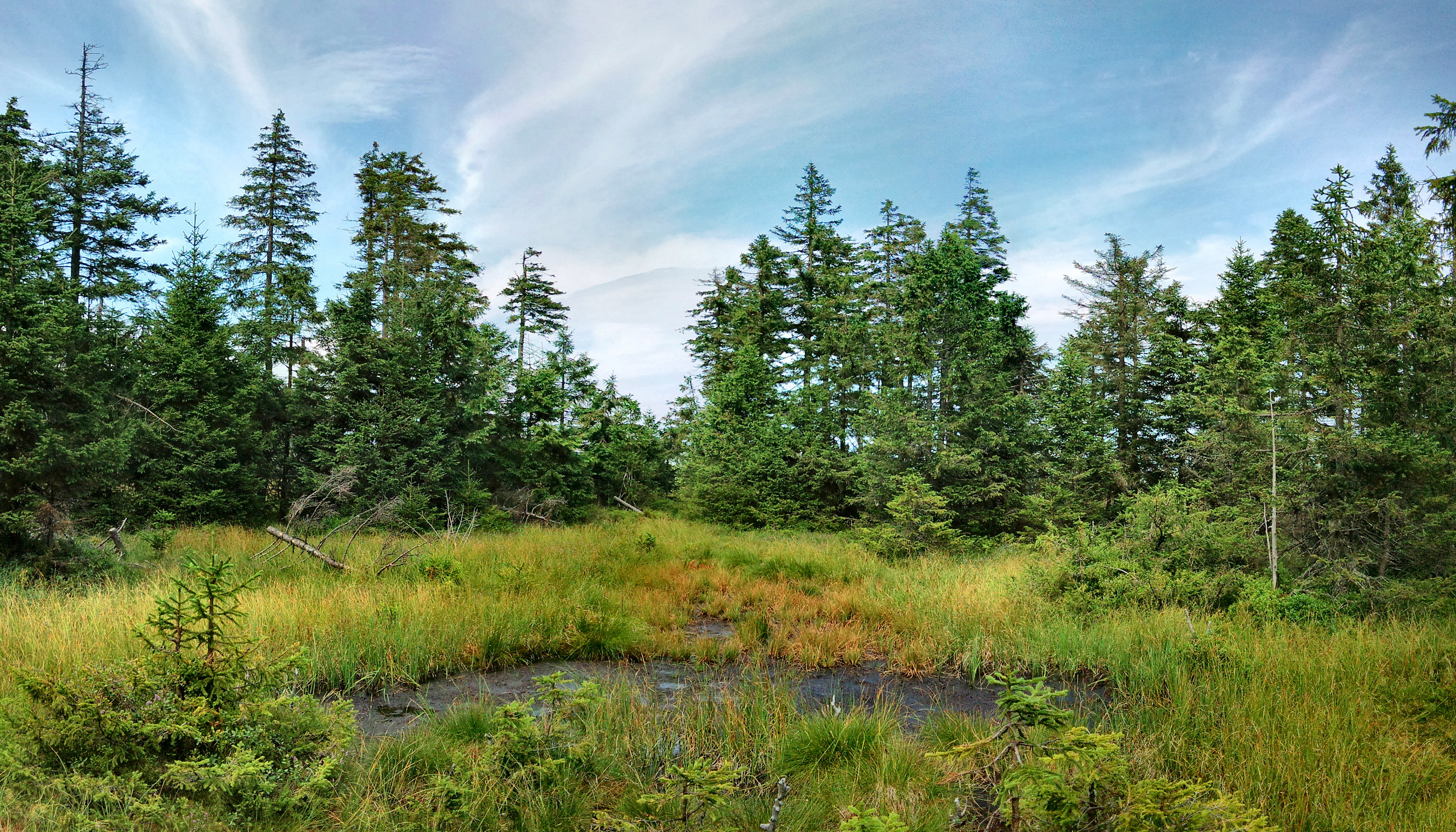
Smrk (1127 m)

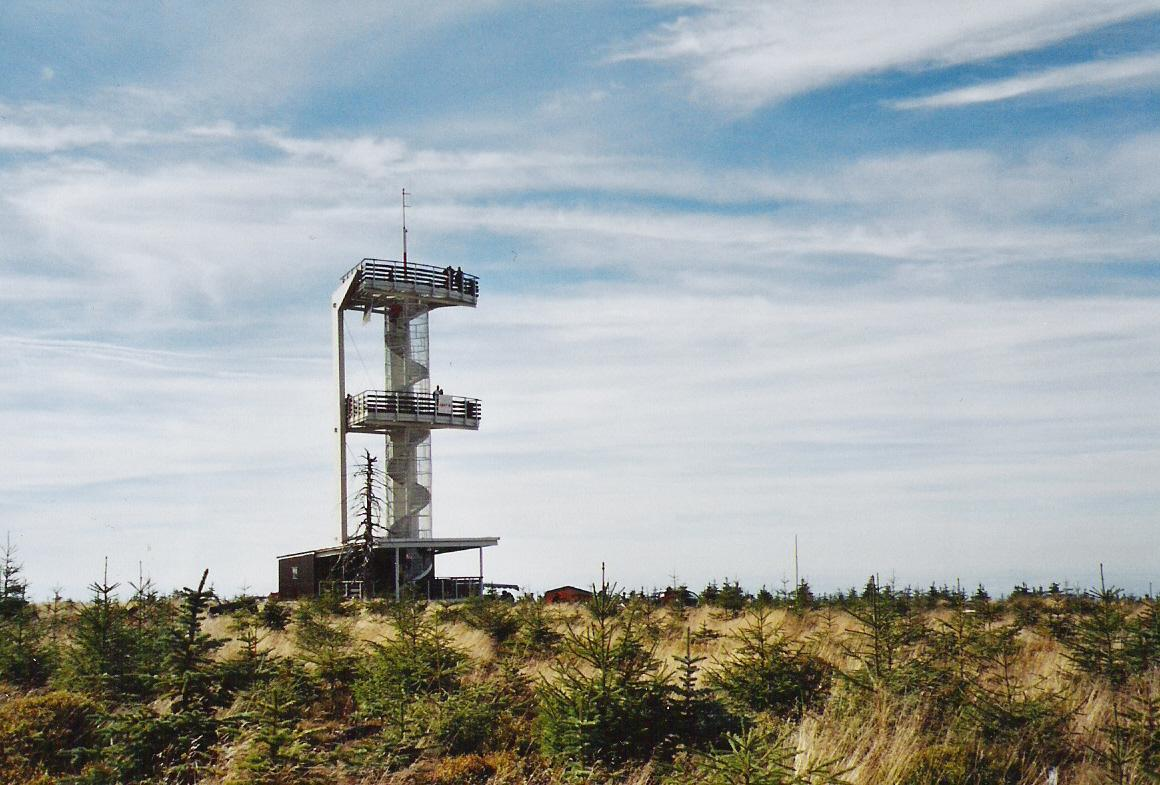
Smrk (1124 m)

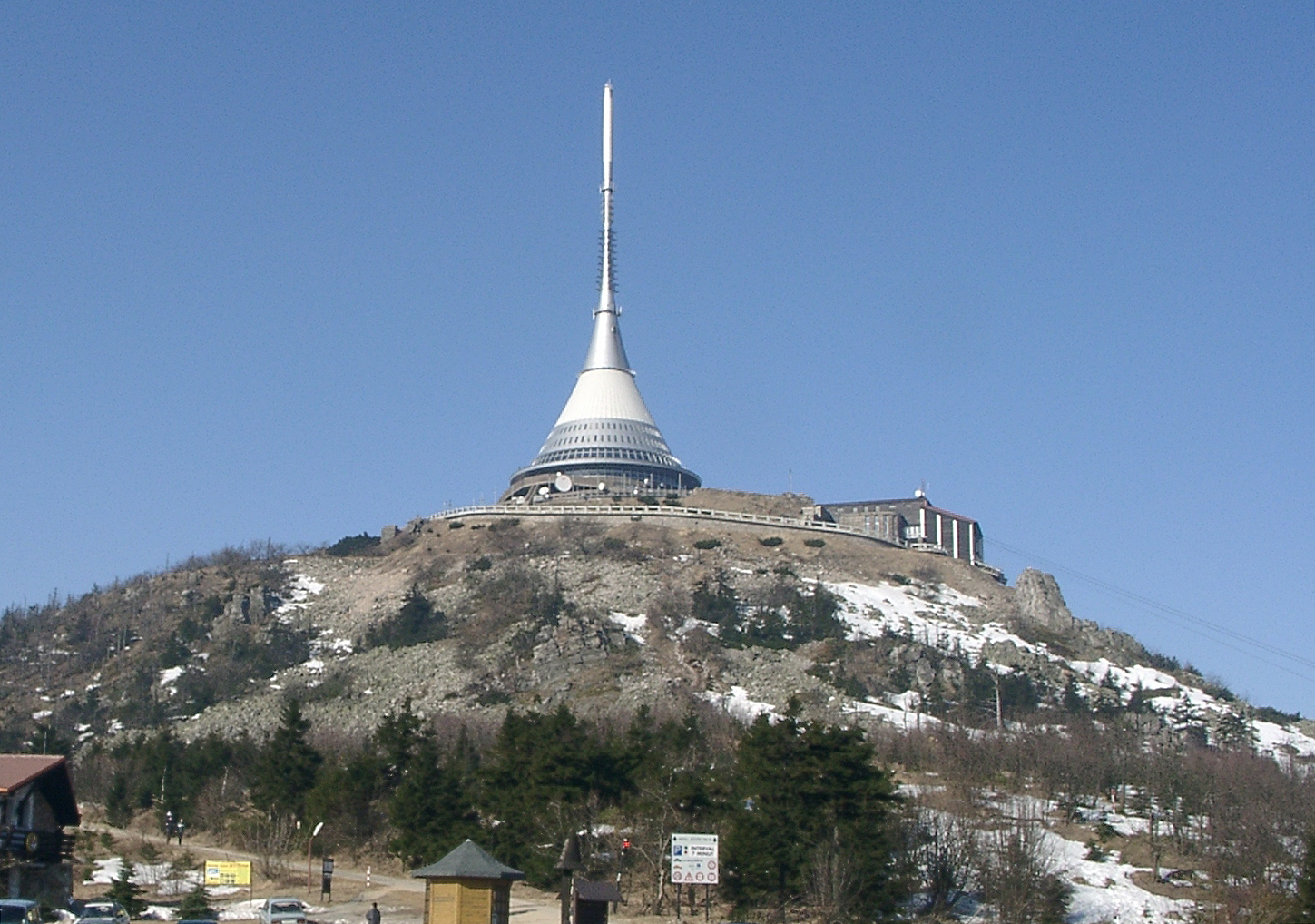
Ještěd (1012 m)

Koruna českých Sudet (polsky Korona Sudetów Czeskich) je soubor nejvyšších vrcholů 23 pohoří české části Sudet (Krkonošsko-jesenické soustavy).
V roce 2008 ustanovila Komise horské turistiky Valbřišského oddílu PTTK turistický odznak Dobyvatel Koruny českých Sudet. Smyslem odznaku je podpořit poznávání hor a horskou turistiku v terénu českých Sudet. Aby člověk získal titul Dobyvatel Koruny českých Sudet, je nutné zdolat v libovolném pořadí pěším výstupem všech 23 vrcholů a potvrdit tuto skutečnost v příslušné brožuře.

## Vrcholy Koruny českých Sudet
| Č.  | Pohoří                     | Nejvyšší vrchol   | Výška (m n. m.) | Souřadnice                       | Přístup                                                                          |
| --- | -------------------------- | ----------------- | --------------- | -------------------------------- | -------------------------------------------------------------------------------- |
| 1.  | Krkonoše                   | Sněžka            | 1603            | 50°44′10″ s. š., 15°44′25″ v. d. | červená turistická značka · žlutá turistická značka · PLčerná turistická značka  |
| 2.  | Hrubý Jeseník              | Praděd            | 1491            | 50°04′58″ s. š., 17°13′52″ v. d. | modrá turistická značka                                                          |
| 3.  | Králický Sněžník           | Králický Sněžník  | 1423            | 50°12′27″ s. š., 16°50′51″ v. d. | červená turistická značka · žlutá turistická značka · PLzelená turistická značka |
| 4.  | Rychlebské hory            | Smrk              | 1127            | 50°13′43″ s. š., 17°02′01″ v. d. | místníčervená turistická značka                                                  |
| 5.  | Jizerské hory              | Smrk              | 1124            | 50°53′21″ s. š., 15°16′23″ v. d. | modrá turistická značka                                                          |
| 6.  | Orlické hory               | Velká Deštná      | 1116            | 50°18′05″ s. š., 16°23′52″ v. d. | zelená turistická značka                                                         |
| 7.  | Ještědsko-kozákovský hřbet | Ještěd            | 1012            | 50°43′56″ s. š., 14°59′07″ v. d. | červená turistická značka                                                        |
| 8.  | Hanušovická vrchovina      | Jeřáb             | 1003            | 50°03′23″ s. š., 16°48′47″ v. d. | modrá turistická značka                                                          |
| 9.  | Zlatohorská vrchovina      | Příčný vrch       | 975             | 50°13′10″ s. š., 17°23′02″ v. d. | červená turistická značka                                                        |
| 10. | Vraní hory                 | Královecký Špičák | 881             | 50°39′28″ s. š., 15°59′18″ v. d. | modrá turistická značka                                                          |
| 11. | Stolové hory               | Bor               | 853             | 50°28′52″ s. š., 16°17′18″ v. d. | modrá turistická značka                                                          |
| 12. | Podorlická pahorkatina     | Špičák            | 841             | 50°18′39″ s. š., 16°19′40″ v. d. | neznačeno                                                                        |
| 13. | Krkonošské podhůří         | Hejlov            | 839             | 50°42′23″ s. š., 15°28′57″ v. d. | neznačeno                                                                        |
| 14. | Nízký Jeseník              | Slunečná          | 802             | 49°50′23″ s. š., 17°25′48″ v. d. | červená turistická značka · modrá turistická značka                              |
| 15. | Lužické hory               | Luž               | 793             | 50°50′56″ s. š., 14°38′49″ v. d. | červená turistická značka                                                        |
| 16. | Žacléřská vrchovina        | Žaltman           | 741             | 50°33′10″ s. š., 16°03′07″ v. d. | zelená turistická značka                                                         |
| 17. | Zábřežská vrchovina        | Lázek             | 715             | 49°55′33″ s. š., 16°42′19″ v. d. | červená turistická značka · zelená turistická značka · žlutá turistická značka   |
| 18. | Šluknovská pahorkatina     | Hrazený           | 608             | 50°58′32″ s. š., 14°25′33″ v. d. | neznačeno                                                                        |
| 19. | Žitavská pánev             | Prosečský hřeben  | 593             | 50°44′28″ s. š., 15°07′58″ v. d. | červená turistická značka · modrá turistická značka                              |
| 20. | Kladská kotlina            | Hůrka             | 585             | 50°03′01″ s. š., 16°43′55″ v. d. | neznačeno                                                                        |
| 21. | Frýdlantská pahorkatina    | Andělský vrch     | 573             | 50°55′54″ s. š., 15°16′03″ v. d. | neznačeno                                                                        |
| 22. | Žulovská pahorkatina       | Boží hora         | 525             | 50°18′37″ s. š., 17°06′42″ v. d. | modrá turistická značka                                                          |
| 23. | Broumovská kotlina         | Mlýnský vrch      | 521             | 50°36′45″ s. š., 16°18′35″ v. d. | neznačeno                                                                        |
| 24. | Mohelnická brázda          | Jelení vrch       | 345             | 49°46′24″ s. š., 16°58′50″ v. d. | neznačeno                                                                        |